# 曙光-机器设计科研生产联合体

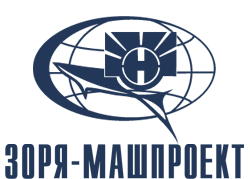

曙光-机器设计燃气轮机科学生产联合体（烏克蘭語：Державне підприємство Науково-виробничий комплекс газотурбобудування «Зоря»-«Машпроект»），是一家位于乌克兰尼古拉耶夫的历史悠久的军用船舶发动机设计和生产的龙头企业。其前身曾经出产过苏联50%以上的船用燃气轮机。在军用船舶燃气涡轮发动机生产领域，在独联体国家中处于垄断地位。2013年销售额达到3.972亿美元。另外中國軍艦的燃气轮机即是源自於此工廠。

## 产品
为护卫舰生产的主要动力装置是M7N.1E燃燃联合动力装置，是1135型护卫舰使用的M7动力装置的进一步发展型号，包括两台1.95万马力的DT59.1燃气涡轮加力发动机和两台9000马力的DS71燃气涡轮巡航发动机。俄为印度海军建造，2003-2004年交付的3艘11356型“塔尔瓦”级护卫舰，第二批3艘11356M改进型护卫舰，以及谈判增购的3艘同级护卫舰，都使用这种动力装置。俄海军2010年订购的6艘11356R型“格里戈罗维奇海军上将”级护卫舰也使用这种动力装置，预计到2016年交货。
俄海军22350型护卫舰使用在雷宾斯克的俄乌联合企业生产的M55R燃气轮机，单台功率2.75万马力。两套安装在2010年下水的首舰 “戈尔什科夫海军上将”号上。计划在2020年前总共建造6-8艘。
俄海军11661K型“猎豹”级轻型护卫舰使用M44型双轴柴油燃气轮机，总功率3.3万马力，包括两台DO90燃气轮机、1台8000轴马力61D柴油发动机、2台RA28和1台R044减速器，其中两艘“鞑靼斯坦”号和“达吉斯坦”号已于2003年和2012年在里海区舰队服役。2011年俄还向越南交付了两艘出口版“猎豹3.9”型轻护舰，越南随后又订购了2艘同级战舰。
乌公司还在继续为俄海军使用的苏制舰船供应各型燃气轮机，包括1164型导弹巡洋舰、1155型大型反潜舰、1124M型小型反潜舰和1239型导弹舰。
印度根据苏联北方设计局研制的15型导弹驱逐舰方案，建造了3艘“德里”级驱逐舰(1997-2001年服役)，使用乌克兰企业研制的两组M36N燃气轮机动力装置，分别由两台DT50发动机(最大功率2.7万马力)和两台KVM-18柴油机组成。印度目前正在建造的3艘15A型 “加尔各答”级驱逐舰，使用M36E型双轴燃气轮机，由两台DT59发动机组成，是UGT16000型船用发动机的改型。2012年12月底，“曙光-机械设计”公司根据技术服务项目计划，向印度15型“德里”级驱逐舰启运全套海上使用技术设备。2013年2月又向印度交付一套护卫舰发动机技术使用设备。2013年4月乌印签订合同，为印度在孟买建造的军舰供应燃气涡轮动力装置，根据合同条件，应当在2016-2019年间为4艘15B型驱逐舰配备改进型发动机。2013年8月又向印军交付护卫舰使用的发动机减速器。
为中國與希臘等國生產的12322型“欧洲野牛”大型气垫登陆舰研制的M35动力装置，总功率5万马力。

## 与中国的军事合作
中国在六四事件後，052等裝備需要一款能替代通用电气LM2500燃气轮机的船用燃气轮机，曙光联合体向中国出口了UGT-25000（又称DA-80）燃气轮机的全部技術，中國版本為QC-280，加拿大《汉和防务评论》等媒体报道，中国已在乌克兰协助下逐步克服了这个老大难问题，讓其未来舰艇设计正进入“自由王国”之列。